# Marquês de Sabugosa
Marquês de Sabugosa foi um título criado por carta de 13 de Maio de 1804 da rainha D. Maria I de Portugal, a favor de D. António Maria de Melo da Silva César de Meneses, 5.º conde de Sabugosa e 7.º conde de São Lourenço. Embora tenha sido outorgado em vida do primeiro titular, o título de Marquês de Sabugosa foi renovado nos 6.º, 8.º e 11.º condes de Sabugosa.

## Marqueses de Sabugosa
1. D. António Maria de Melo da Silva César de Meneses (1743–1805), 5.º conde de Sabugosa e 7.º conde de São Lourenço.
2. D. José António de Melo da Silva César de Meneses (1763–1839), 6.º conde de Sabugosa e 8.º conde de São Lourenço.
3. D. António Maria José de Melo César e Meneses (1825–1897), neto do antecessor, 3.º marquês e 8.º conde de Sabugosa e 10.º conde de São Lourenço, um político de relevo que ocupou cargos ministeriais.
4. D. António Vasco José de Melo da Silva César de Meneses (1903–?), bisneto do antecessor, 11.º conde de Sabugosa e 13.º conde de São Lourenço.